# 大麻叶乌头
大麻叶乌头（学名：Aconitum cannabifolium）为毛茛科乌头属下的一个种。

## 扩展阅读
維基物種上的相關：大麻叶乌头